# 한국은행 부총재
한국은행 부총재(韓國銀行 副總裁)는 한국은행 총재를 보좌하는 직위이다.

## 임명
한국은행 총재의 추천으로 대통령이 임명하며, 임기는 3년이지만 한 차례 연임이 가능하다.

## 역대 부총재

### 한국은행 수석부총재
| 정부      | 대수 | 이름           | 임기                               | 비고 |
| --------- | ---- | -------------- | ---------------------------------- | ---- |
| 제1공화국 | 초대 | 허민수(許敏洙) | 1950년 6월 5일 ~ 1951년 9월 15일   |      |
| 제1공화국 | 2대  | 김유택(金裕澤) | 1951년 9월 15일 ~ 1951년 12월 18일 |      |
| 제1공화국 | 3대  | 박숙희(朴璹熙) | 1954년 3월 18일 ~ 1955년 12월 26일 |      |
| 제1공화국 | 4대  | 김영찬(金永燦) | 1956년 1월 5일 ~ 1958년 8월 28일   |      |
| 제1공화국 | 5대  | 김영휘(金永徽) | 1958년 8월 28일 ~ 1960년 4월 9일   |      |
| 제2공화국 | 6대  | 민병도(閔丙燾) | 1960년 5월 19일 ~ 1961년 7월 6일   |      |
| 제2공화국 | 7대  | 이정환(李廷煥) | 1961년 7월 6일 ~ 1961년 10월 28일  |      |
| 제2공화국 | 8대  | 한상원(韓相元) | 1961년 10월 28일 ~ 1962년 5월 28일 |      |

### 한국은행 부총재
| 정부        | 대수           | 이름                               | 임기                                 | 비고                                       |
| ----------- | -------------- | ---------------------------------- | ------------------------------------ | ------------------------------------------ |
| 제2공화국   | 9대            | 홍용희(洪龍憙)                     | 1962년 5월 28일 ~ 1968년 5월 27일    |                                            |
| 제3공화국   | 10대           | 민영훈(閔泳薰)                     | 1968년 5월 27일 ~ 1970년 5월 1일     |                                            |
| 제3공화국   | 11대           | 배수곤(裴秀坤)                     | 1970년 5월 1일 ~ 1974년 1월 31일     |                                            |
| 제4공화국   | 11대           | 배수곤(裴秀坤)                     | 1970년 5월 1일 ~ 1974년 1월 31일     |                                            |
| 12대        | 하영기(河永基) | 1974년 1월 31일 ~ 1979년 4월 28일  |                                      |                                            |
| 13대        | 이정렬(李正烈) | 1979년 4월 28일 ~ 1980년 7월       |                                      |                                            |
| 14대        | 김건(金建)     | 1980년 7월 31일 ~ 1982년 5월 31일  |                                      |                                            |
| 14대        | 김건(金建)     | 1980년 7월 31일 ~ 1982년 5월 31일  | 제5공화국                            |                                            |
| 15대        | 안상국(安商國) | 1982년 5월 31일 ~ 1983년 11월 24일 |                                      |                                            |
| 16대        | 이강수(李康秀) | 1983년 11월 24일 ~ 1986년 11월 6일 |                                      |                                            |
| 17대        | 김재윤(金在潤) | 1986년 11월 6일 ~ 1988년 3월 3일   |                                      |                                            |
| 노태우 정부 | 18대           | 김명호(金明浩)                     | 1988년 3월 3일 ~ 1991년 4월 1일      |                                            |
| 노태우 정부 | 19대           | 이우영(李愚榮)                     | 1991년 4월 1일 ~ 1993년 4월 1일      |                                            |
| 김영삼 정부 | 20대           | 신복영(申復泳)                     | 1993년 4월 1일 ~ 1995년 1월 13일     |                                            |
| 김영삼 정부 | 21대           | 류시열(柳時烈)                     | 1995년 1월 13일 ~ 1997년 3월 13일    |                                            |
| 김영삼 정부 | 22대           | 최연종(崔然宗)                     | 1997년 3월 13일 ~ 1998년 4월 4일     |                                            |
| 김대중 정부 | 23대           | 심훈(沈勳)                         | 1998년 4월 4일 ~ 2000년 7월 14일     |                                            |
| 김대중 정부 | 24대           | 박철(朴哲)                         | 2000년 7월 22일 ~ 2003년 5월 15일    |                                            |
| 노무현 정부 | 25대           | 이성태(李成太)                     | 2003년 5월 16일 ~ 2006년 3월 31일    | 금융통화위원회 당연직 위원을 겸임하기 시작 |
| 노무현 정부 | 26대           | 이승일(李勝一)                     | 2006년 4월 8일 ~ 2009년 4월 7일      |                                            |
| 이명박 정부 | 26대           | 이승일(李勝一)                     | 2006년 4월 8일 ~ 2009년 4월 7일      |                                            |
| 27대        | 이주열(李住悅) | 2009년 4월 8일 ~ 2012년 4월 7일    |                                      |                                            |
| 28대        | 박원식(朴元植) | 2012년 4월 8일 ~ 2014년 5월 9일    | 이주열 총재의 인사정책에 반발해 사임 |                                            |
| 28대        | 박원식(朴元植) | 2012년 4월 8일 ~ 2014년 5월 9일    | 이주열 총재의 인사정책에 반발해 사임 | 박근혜 정부                                |
| 29대        | 장병화(張炳和) | 2014년 6월 25일 ~ 2017년 6월 24일  |                                      |                                            |
| 문재인 정부 | 30대           | 윤면식(尹勉植)                     | 2017년 8월 21일 ~ 2020년 8월 20일    |                                            |
| 문재인 정부 | 31대           | 이승헌(李承憲)                     | 2020년 8월 21일 ~ 2023년 8월 20일    |                                            |
| 윤석열 정부 | 32대           | 유상대(柳相大)                     | 2023년 8월 21일 ~ 2026년 8월 20일    |                                            |

## 같이 보기
- 한국은행
- 한국은행 총재
- 한국은행 부총재보